# European Championships 2022/Teilnehmer (San Marino)
| Gelbes Symbol für Goldmedaillen mit stilisierten Olympischen Ringen | Graues Symbol für Silbermedaillen mit stilisierten Olympischen Ringen | Braundes Symbol für Bronzemedaillen mit stilisierten Olympischen Ringen |
| ------------------------------------------------------------------- | --------------------------------------------------------------------- | ----------------------------------------------------------------------- |
| —                                                                   | —                                                                     | —                                                                       |

San Marino nahm an den European Championships 2022 mit insgesamt vier Athleten und Athletinnen teil, je zwei Leichtathleten und zwei Tischtennisspielern.

## Teilnehmer nach Sportarten

### Leichtathletik
Laufen und Gehen 
| Athleten              | Wettbewerb   | Vorlauf | Vorlauf | Halbfinale    | Halbfinale    | Finale        | Finale        | Rang |
| Athleten              | Wettbewerb   | Zeit    | Rang    | Zeit          | Rang          | Zeit          | Rang          | Rang |
| --------------------- | ------------ | ------- | ------- | ------------- | ------------- | ------------- | ------------- | ---- |
| Männer                |              |         |         |               |               |               |               |      |
| Francesco Sansovini   | 100 m        | 10,82 s | 17      | ausgeschieden | ausgeschieden | ausgeschieden | ausgeschieden | 17   |
| Andrea Ercolani Volta | 400 m Hürden | 52,59 s | 25      | ausgeschieden | ausgeschieden | ausgeschieden | ausgeschieden | 25   |

### Tischtennis
| Athleten                          | Wettbewerb | Gruppenphase         | Gruppenphase | Vorrunde      | Vorrunde      | 1. Runde                     | 1. Runde      | 2. Runde      | 2. Runde      | Achtelfinale  | Achtelfinale  | Viertelfinale | Viertelfinale | Halbfinale    | Halbfinale    | Finale / Platz 3 | Finale / Platz 3 | Rang          |
| Athleten                          | Wettbewerb | Gegner               | Erg.         | Gegner        | Erg.          | Gegner                       | Erg.          | Gegner        | Erg.          | Gegner        | Erg.          | Gegner        | Erg.          | Gegner        | Erg.          | Gegner           | Erg.             | Rang          |
| --------------------------------- | ---------- | -------------------- | ------------ | ------------- | ------------- | ---------------------------- | ------------- | ------------- | ------------- | ------------- | ------------- | ------------- | ------------- | ------------- | ------------- | ---------------- | ---------------- | ------------- |
| Männer                            |            |                      |              |               |               |                              |               |               |               |               |               |               |               |               |               |                  |                  |               |
| Federico Giardi                   | Einzel     | Alex Naumi           | 0:3          | ausgeschieden | ausgeschieden | ausgeschieden                | ausgeschieden | ausgeschieden | ausgeschieden | ausgeschieden | ausgeschieden | ausgeschieden | ausgeschieden | ausgeschieden | ausgeschieden | ausgeschieden    | ausgeschieden    | ausgeschieden |
| Federico Giardi                   | Einzel     | David Reitšpies      | 0:3          | ausgeschieden | ausgeschieden | ausgeschieden                | ausgeschieden | ausgeschieden | ausgeschieden | ausgeschieden | ausgeschieden | ausgeschieden | ausgeschieden | ausgeschieden | ausgeschieden | ausgeschieden    | ausgeschieden    | ausgeschieden |
| Federico Giardi                   | Einzel     | Ádám Szudi           | 0:3          | ausgeschieden | ausgeschieden | ausgeschieden                | ausgeschieden | ausgeschieden | ausgeschieden | ausgeschieden | ausgeschieden | ausgeschieden | ausgeschieden | ausgeschieden | ausgeschieden | ausgeschieden    | ausgeschieden    | ausgeschieden |
| Mattias Mongiusti                 | Einzel     | Eduard Ionescu       | 1:3          | ausgeschieden | ausgeschieden | ausgeschieden                | ausgeschieden | ausgeschieden | ausgeschieden | ausgeschieden | ausgeschieden | ausgeschieden | ausgeschieden | ausgeschieden | ausgeschieden | ausgeschieden    | ausgeschieden    | ausgeschieden |
| Mattias Mongiusti                 | Einzel     | Filip Mladenovski    | 3:1          | ausgeschieden | ausgeschieden | ausgeschieden                | ausgeschieden | ausgeschieden | ausgeschieden | ausgeschieden | ausgeschieden | ausgeschieden | ausgeschieden | ausgeschieden | ausgeschieden | ausgeschieden    | ausgeschieden    | ausgeschieden |
| Mattias Mongiusti                 | Einzel     | Ioannis Sgouropoulos | 0:3          | ausgeschieden | ausgeschieden | ausgeschieden                | ausgeschieden | ausgeschieden | ausgeschieden | ausgeschieden | ausgeschieden | ausgeschieden | ausgeschieden | ausgeschieden | ausgeschieden | ausgeschieden    | ausgeschieden    | ausgeschieden |
| Federico Giardi Mattias Mongiusti | Doppel     | —                    | —            | —             | —             | Luka Mladenovic / Eric Glod  | 0:3           | ausgeschieden | ausgeschieden | ausgeschieden | ausgeschieden | ausgeschieden | ausgeschieden | ausgeschieden | ausgeschieden | ausgeschieden    | ausgeschieden    | 33            |
| Mixed                             |            |                      |              |               |               |                              |               |               |               |               |               |               |               |               |               |                  |                  |               |
| Mattias Mongiusti Patricia Santos | Doppel     | —                    | —            | —             | —             | Luka Mladenovic / Ni Xialian | 0:3           | ausgeschieden | ausgeschieden | ausgeschieden | ausgeschieden | ausgeschieden | ausgeschieden | ausgeschieden | ausgeschieden | ausgeschieden    | ausgeschieden    | 49            |

## Weblink
- San Marino auf der Webseite der European Championship 2022